# Sławnikowice (wieś)

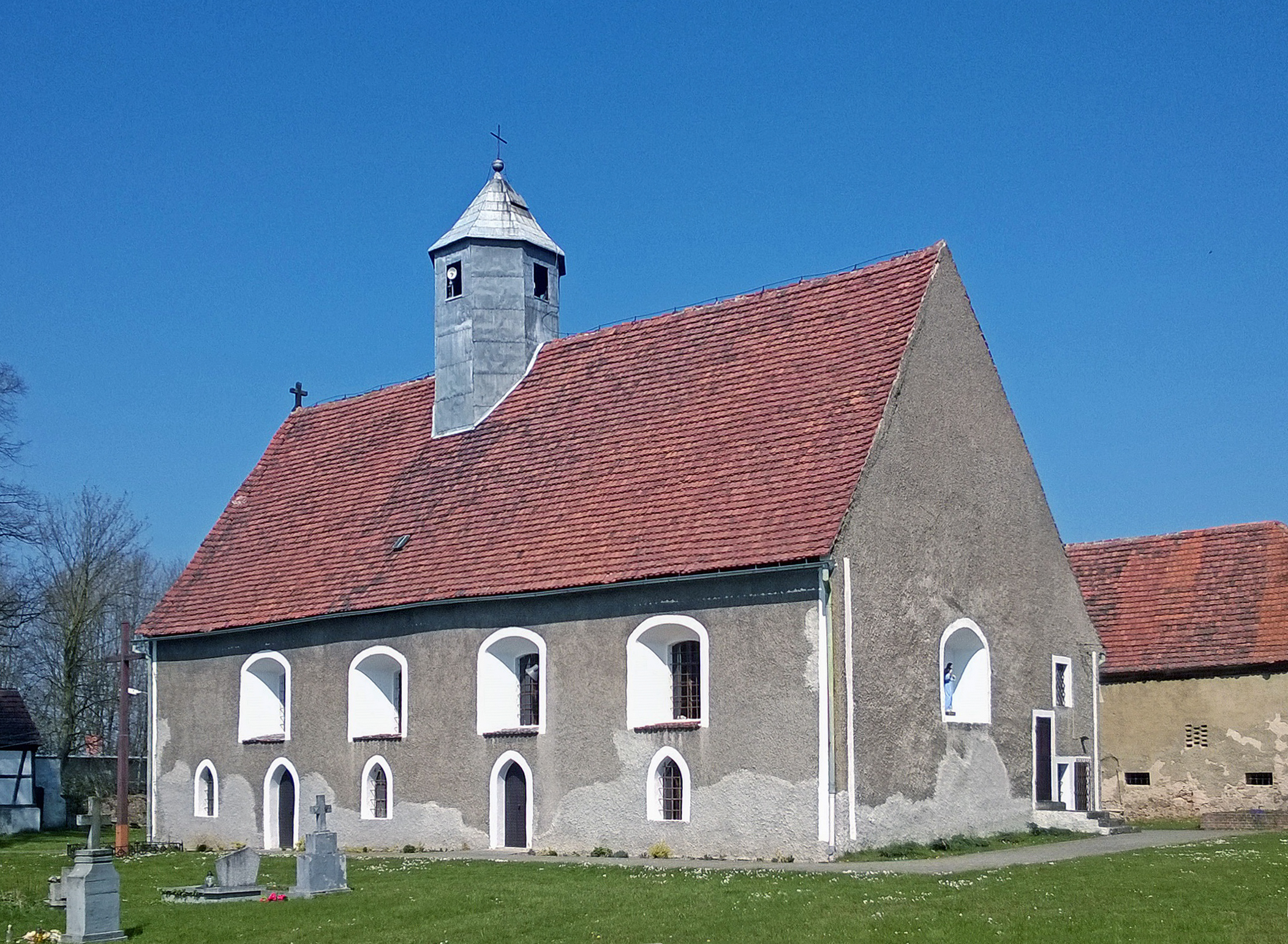
Kościół filialny Najświętszego Serca Pana Jezusa w Sławnikowicach

Sławnikowice (niem. Kieslingswalde) – wieś w Polsce położona w województwie dolnośląskim, w powiecie zgorzeleckim, w gminie Zgorzelec.

## Położenie
Sławnikowice to wieś łańcuchowa o długości około 2,1 km, leżąca na Pogórzu Izerskim, w północnej części Równiny Zgorzeleckiej, nad Żareckim Potokiem, na wysokości około 230–250 m n.p.m.

## Podział administracyjny
W latach 40. i 50. XX wieku, Sławnikowice należały do gminy wiejskiej, w skład której wchodziły Dłużyna Dolna (siedziba gminy) Bielawa Górna, Gronów, Żarska Wieś i Żarki Średnie. W latach 1975–1998 miejscowość administracyjnie należała do województwa jeleniogórskiego.

## Zabytki
Do wojewódzkiego rejestru zabytków wpisane są:
- kościół ewangelicki, obecnie rzymskokatolicki filialny pw. Najświętszego Serca Pana Jezusa, z XVI w., 1776 r.
- cmentarz przy kościele, ewangelicki, obecnie rzymskokatolicki, z przełomu XVIII/XIX w.
- zespół pałacowy, XVIII–XIX w.
  - park
  - pałac, istniejący obecnie pałac w Sławnikowicach powstał w latach 1812–1815, prawdopodobnie z inicjatywy rodziny von Gersdorf. Rezydencja położona w tym miejscu funkcjonowała jednak znacznie wcześniej. Wcześniej pałac wiele razy płonął. Na tym miejscu był także dom rodziny Tschirnhaus. Po II wojnie światowej budynek pałacowy służył jako Szkoła Podstawowa w Sławnikowicach. W latach 90. XX wieku szkołę zlikwidowano, a obiekt przekazano fundacji P. Stokwisz, obecnie w posiadaniu artysty plastyka z Belgii.

## Droga św. Jakuba
Przez Sławnikowice przebiega Dolnośląska Droga św. Jakuba – pierwszy w Polsce odcinek szlaku pątniczego prowadzący do Santiago de Compostela.

## Osoby związane ze Sławnikowicami
- Ehrenfried Walther von Tschirnhaus (1651-1708), urodził się i mieszkał w Sławnikowicach, wynalazca europejskiej porcelany.
- Georg Mohr (1640-1697), ostatnie lata życia spędził w Sławnikowicach, duński matematyk i przyjaciel von Tschirnhausa.
- Karol Robert Nestler (1817-1905), urodzony w Rachenau, wsi przyłączonej do Sławnikowic, łódzki przedsiębiorca budowlany, nestor rodziny budowniczych